# Wilco
Wilco est un groupe de rock, folk rock et country rock contemporain américain originaire de Chicago (Illinois) issu en 1994 des cendres du groupe américain de country alternative Uncle Tupelo. La composition du groupe évolue fréquemment durant ses premières années, seuls le leader et chanteur Jeff Tweedy et le bassiste John Stirratt restant présents depuis l'origine. À partir de 2004, Wilco se stabilise sous forme de sextet avec, en plus de Tweedy et Stirratt, Nels Cline à la guitare, Glenn Kotche aux percussions, le multi-instrumentiste Pat Sansone et le pianiste Mikael Jorgensen. Durant sa carrière, Wilco publie onze albums studio, un double album live et des albums en collaboration avec Billy Bragg et The Minus 5.

## Biographie
Wilco est l'abréviation d'une locution en anglais d'Amérique signifiant « se conformer ». L'histoire veut que lorsque Jay Farrar abandonne le groupe Uncle Tupelo, Jeff Tweedy souhaite continuer sous ce nom et que, lorsque Farrar lui demandant de ne pas le faire, Tweedy lui réponde : «Wilco» (je me conformerai). Par ailleurs, le groupe étant originaire de l'Illinois, où l'on trouve des stations-service Wilco, l'une d'elles inspire peut-être alors Jeff Tweedy pour le nom du groupe.
Après un premier album, A.M., dans la lignée des disques d'Uncle Tupelo, Wilco prend un tournant important en sortant Being There, un double album ambitieux qui marie country, soul, pop et bien sûr rock. Après une collaboration avec Billy Bragg et la sortie de Mermaid Avenue, album qui met en musique des textes pour la plupart inédits de Woody Guthrie, le groupe change encore de son en sortant un album très influencé par une pop que ne dénigrerait sans doute pas Brian Wilson[réf. nécessaire], Summerteeth. L'album suivant, Yankee Hotel Foxtrot, est un énorme succès critique et certains journalistes le comparent aux expérimentations des disques de Radiohead[réf. nécessaire].
Le nombre d'admirateurs de Wilco augmente considérablement à partir de ce moment, y compris en dehors de son Amérique natale. L'étape discographique suivante de Wilco s'intitule A Ghost Is Born et mélange les penchants pop que l'on peut retrouver sur Summerteeth et les expérimentations de Yankee Hotel Foxtrot. Celui-ci remporte le Grammy Awards du meilleur disque de musique alternative. En 2005, Le groupe sort le double album live Kicking Television, qui montre qu'il n'est pas seulement à l'aise dans un studio mais également un des meilleurs groupes de scène du moment[réf. nécessaire]. En mai 2007 sort Sky Blue Sky, porté par d'élogieuses critiques[Lesquelles ?].
Le neuvième album studio du groupe, intitulé Wilco (The Album), sort en juin 2009 et rencontre un succès plus mitigé, car, malgré ses quelques fulgurances de noise rock, les admirateurs sont en attente d'un album très expérimental.
En 2011, le groupe revient en grande forme avec l'album The Whole love (publié par le propre label du groupe, dBpm Records) qui parvient à réconcilier les amateurs de la première heure avec les expérimentations plus récentes du groupe.
En juillet 2015, Wilco lance son neuvième album, Star Wars. Celui-ci peut être téléchargé gratuitement durant un mois à partir du site internet du groupe avant une sortie physique au mois de septembre 2015. Une fois de plus bien accueilli par la critique, cet opus est joué intégralement sur scène à chaque concert du groupe pendant pratiquement un an.
Le 9 septembre 2016 sort l'opus suivant du groupe, intitulé Schmilco,. La pochette de ce disque est l'œuvre de Joan Cornellà.
En 2019, Wilco sort l'album Ode To Joy et revient en concert en France dans le cadre d'une tournée européenne, annonçant quatre dates dans l'Hexagone : à Lille, Rouen, La Rochelle et Paris. 
En 2022 sort l'album Cruel Country.

## Discographie

### Albums studio
- A.M. – (28 mars 1995)
- Being There – (29 octobre 1996) no 73 aux États-Unis
- Summerteeth – (9 mars 1999) no 78 aux États-Unis, no 38 au Royaume-Uni
- Yankee Hotel Foxtrot – (23 avril 2002) no 13 aux États-Unis, no 40 au Royaume-Uni
- A Ghost Is Born – (22 juin 2004) no 8 aux États-Unis
- Sky Blue Sky (15 mai 2007)
- Wilco (30 juin 2009)
- The Whole Love (26 septembre 2011)
- Star Wars (16 juillet 2015)
- Schmilco (9 septembre 2016)
- Ode to Joy (4 octobre 2019)
- Cruel Country (27 mai 2022)
- Cousin (29 septembre 2023)

### EP
- More Like the Moon – (2003)
- A Ghost is Born Tour EP – (2005)

### Compilations & Live
- Kicking Television: Live in Chicago – (15 novembre 2005) no 47 aux États-Unis
- Alpha Mike Foxtrot: Rare Tracks 1994-2014 (17 novembre 2014)
- What's Your 20?: Essential Tracks 1994-2014 (17 novembre 2014)

### Singles
- "Box Full of Letters"
- "Outtasite (Outta Mind)" (2 juin 1997)
- "Can't Stand It" (5 avril 1999)
- "A Shot in the Arm" (28 juin 1999)
- "War on War" (21 mai 2002)

### Collaborations
- Mermaid Avenue (avec Billy Bragg) – (23 juin 1998) no 34 au Royaume-Uni
- Mermaid Avenue Vol. II (avec Billy Bragg) – (30 mai 2000)
- Mermaid Avenue The Complete Sessions (avec Billy Bragg) – (avril 2012)

## Vidéographie
- I Am Trying To Break Your Heart de Sam Jones (2003)
- Ashes Of American Flags de Brendan Canty et Christoph Green (2009)